# سیارک ۲۶۲۰۵
سیارک ۲۶۲۰۵ (به انگلیسی: 26205 Kuratowski، نامگذاری:1997LA5) بیست و شش هزار و دویست و پنجمین سیارک کشف شده‌است که در ۱۱ ژوئن ۱۹۹۷ کشف شد.
قدر مطلق سیارک برابر ۱۱.۷ است.